# Formelsammlung Arithmetik

## Notation
- Buchstaben am Anfang des Alphabets {\displaystyle (a,b,c,\ldots )} stehen für beliebige Zahlen.
- Buchstaben in der Mitte des Alphabets {\displaystyle (i,j,m,n,\ldots )} stehen für natürliche Zahlen.
- Buchstaben am Ende des Alphabets {\displaystyle (x,y,\ldots )} stehen für Variablen.
- Es gilt die Operatorrangfolge (Punktrechnung vor Strichrechnung): Rechenoperationen der zweiten Stufe (Multiplikation und Division) binden stärker als die der ersten Stufe (Addition und Subtraktion) und Rechenoperationen der dritten Stufe (Wurzelziehen und Potenzieren) stärker als die der zweiten Stufe.
- Es gilt die Klammerregel: Stehen Operationen in Klammern, so werden diese zuerst ausgeführt. Stehen Operationen der gleichen Stufe ohne Klammern hintereinander, so werden die Operationen von links nach rechts ausgeführt.

## Grundrechenarten

### Rechenoperationen
Addition
{\displaystyle a+b=c}   (Summand + Summand = Summe)
Subtraktion
{\displaystyle a-b=c}   (Minuend − Subtrahend = Differenz)
Multiplikation
{\displaystyle a\cdot b=c}   (Faktor · Faktor = Produkt)
Division
{\displaystyle a:b=c}   (Dividend : Divisor = Quotient)
Die Division durch null ist dabei nicht definiert.

### Klammerregeln
{\displaystyle a+(b+c)=a+b+c}
{\displaystyle a+(b-c)=a+b-c}
{\displaystyle a-(b+c)=a-b-c}
{\displaystyle a-(b-c)=a-b+c}

### Rechengesetze
Assoziativgesetze
{\displaystyle a+\left(b+c\right)=\left(a+b\right)+c}
{\displaystyle a\cdot \left(b\cdot c\right)=\left(a\cdot b\right)\cdot c}
Kommutativgesetze
{\displaystyle a+b=b+a\,}
{\displaystyle a\cdot b=b\cdot a}
Distributivgesetze
{\displaystyle a\cdot \left(b+c\right)=a\cdot b+a\cdot c}
{\displaystyle \left(a+b\right)\cdot c=a\cdot c+b\cdot c}
Neutralität von {\displaystyle 0} und {\displaystyle 1}
{\displaystyle a+0=0+a=a}
{\displaystyle a\cdot 1=1\cdot a=a}

### Binomische Formeln
{\displaystyle (a+b)^{2}=a^{2}+2\cdot a\cdot b+b^{2}}
{\displaystyle (a-b)^{2}=a^{2}-2\cdot a\cdot b+b^{2}}
{\displaystyle (a+b)\cdot (a-b)=a^{2}-b^{2}}

## Bruchrechnung

### Bezeichnungen
Definition
{\displaystyle {\frac {a}{b}}=a:b}   (Zähler : Nenner)
Zähler und Nenner sind ganze Zahlen, wobei der Nenner nicht null sein darf.
Spezialfälle
- Stammbruch: {\displaystyle a=1}
- Echter Bruch: {\displaystyle a<b}
- Unechter Bruch: {\displaystyle a>b}
- Scheinbruch: {\displaystyle a=b\cdot c} mit einer ganzen Zahl {\displaystyle c}
- Kehrbruch: {\displaystyle a} und {\displaystyle b} werden vertauscht

### Rechenregeln
Vorzeichen
{\displaystyle {\frac {-a}{b}}={\frac {a}{-b}}=-{\frac {a}{b}}}
{\displaystyle {\frac {-a}{-b}}={\frac {a}{b}}}
Erweitern und Kürzen
{\displaystyle {\frac {a}{b}}={\frac {a\cdot c}{b\cdot c}}}   für {\displaystyle c\neq 0}
Addition
{\displaystyle {\frac {a}{b}}+{\frac {c}{d}}={\frac {a\cdot d+c\cdot b}{b\cdot d}}}
Subtraktion
{\displaystyle {\frac {a}{b}}-{\frac {c}{d}}={\frac {a\cdot d-c\cdot b}{b\cdot d}}}
Multiplikation
{\displaystyle {\frac {a}{b}}\cdot {\frac {c}{d}}={\frac {a\cdot c}{b\cdot d}}}
Division
{\displaystyle {\frac {a}{b}}:{\frac {c}{d}}={\frac {a}{b}}\cdot {\frac {d}{c}}={\frac {a\cdot d}{b\cdot c}}}

### Prozentrechnung
Definitionen
{\displaystyle p\,\%={\frac {p}{100}}}   (Prozentsatz = Prozentwert : Grundwert)
{\displaystyle p\,{}^{0\!}\!/\!_{00}={\frac {p}{1{\,}000}}}   (Promillesatz = Promillewert : Grundwert)
Prozentsätze häufig benutzter Anteile
| Anteil am Grundwert | {\displaystyle {\frac {1}{100}}} | {\displaystyle {\frac {1}{50}}} | {\displaystyle {\frac {1}{40}}} | {\displaystyle {\frac {1}{25}}} | {\displaystyle {\frac {1}{20}}} | {\displaystyle {\frac {1}{16}}} | {\displaystyle {\frac {1}{15}}} | {\displaystyle {\frac {1}{12}}} | {\displaystyle {\frac {1}{11}}} | {\displaystyle {\frac {1}{10}}} |  |
| Prozentsatz         | 1 %                              | 2 %                             | 2,5 %                           | 4 %                             | 5 %                             | 6,25 %                          | ≈6,67 %                         | ≈8,33 %                         | ≈9,09 %                         | 10 %                            |  |
|                     |                                  |                                 |                                 |                                 |                                 |                                 |                                 |                                 |                                 |                                 |  |
| Anteil am Grundwert | {\displaystyle {\frac {1}{9}}}   | {\displaystyle {\frac {1}{8}}}  | {\displaystyle {\frac {1}{7}}}  | {\displaystyle {\frac {1}{6}}}  | {\displaystyle {\frac {1}{5}}}  | {\displaystyle {\frac {1}{4}}}  | {\displaystyle {\frac {1}{3}}}  | {\displaystyle {\frac {1}{2}}}  | {\displaystyle {\frac {2}{3}}}  | {\displaystyle {\frac {3}{4}}}  |  |
| Prozentsatz         | ≈11,11 %                         | 12,5 %                          | ≈14,29 %                        | ≈16,67 %                        | 20 %                            | 25 %                            | ≈33,33 %                        | 50 %                            | ≈66,67 %                        | 75 %                            |  |

## Elementare Rechenoperationen

### Potenz
Definitionen
Natürlicher Exponent:
{\displaystyle a^{n}=\underbrace {a\cdot a\dotsm a} _{n\ \mathrm {Faktoren} }}   (Potenz = Basis hoch Exponent)
Negativer Exponent:
{\displaystyle a^{-n}={\frac {1}{a^{n}}}}
Rationaler Exponent:
{\displaystyle x=a^{m/n}\;\Leftrightarrow \;x^{n}=a^{m}}
Hierbei ist {\displaystyle a} eine nichtnegative rationale Zahl und {\displaystyle m,n} sind natürliche Zahlen.
Spezialfälle
{\displaystyle a^{0}=1}   für {\displaystyle a\neq 0}, siehe Null hoch null
{\displaystyle 0^{n}=0}   für {\displaystyle n\neq 0}
Potenzgesetze
{\displaystyle a^{m}\cdot a^{n}=a^{m+n}}
{\displaystyle {\frac {a^{m}}{a^{n}}}=a^{m-n}}
{\displaystyle ({a^{m}})^{n}=a^{m\cdot n}}
{\displaystyle a^{n}\cdot b^{n}=(a\cdot b)^{n}}
{\displaystyle {\frac {a^{n}}{b^{n}}}=\left({\frac {a}{b}}\right)^{n}}
Definition und Rechenregeln können auf reelle Zahlen erweitert werden.

### Wurzel
Definition
{\displaystyle x={\sqrt[{n}]{a}}\;\Leftrightarrow \;x^{n}=a}   (n-te Wurzel, a heißt Radikand, n Wurzelexponent)
Hierbei ist {\displaystyle a} eine nichtnegative reelle Zahl und {\displaystyle n} eine natürliche Zahl größer als eins
Spezialfälle
{\displaystyle {\sqrt {a}}={\sqrt[{2}]{a}}}   (Quadratwurzel)
{\displaystyle {\sqrt[{3}]{a}}}   (Kubikwurzel)
Wurzelgesetze
{\displaystyle {\sqrt[{n}]{a}}=a^{\frac {1}{n}}}
{\displaystyle {\sqrt[{n}]{a^{m}}}=({\sqrt[{n}]{a}})^{m}=a^{\frac {m}{n}}}
{\displaystyle {\sqrt[{n}]{a}}\cdot {\sqrt[{n}]{b}}={\sqrt[{n}]{a\cdot b}}}
{\displaystyle {{\sqrt[{n}]{a}} \over {\sqrt[{n}]{b}}}={\sqrt[{n}]{a \over b}}}
{\displaystyle {\sqrt[{n}]{\sqrt[{m}]{a}}}={\sqrt[{n\cdot m}]{a}}}
{\displaystyle {\sqrt[{n}]{a}}\cdot {\sqrt[{m}]{a}}={\sqrt[{n\cdot m}]{a^{n+m}}}}
{\displaystyle {\frac {\sqrt[{n}]{a}}{\sqrt[{m}]{a}}}={\sqrt[{n\cdot m}]{a^{m-n}}}}

### Logarithmus
Definition
{\displaystyle x=\log _{b}a\;\Leftrightarrow \;a=b^{x}}   (Logarithmus der Zahl a zur Basis b)
Hierbei sind {\displaystyle a,b} positive reelle Zahlen.
Spezialfälle
{\displaystyle \log _{2}a=\operatorname {lb} a}   (binärer Logarithmus)
{\displaystyle \log _{e}a=\ln a}   (natürlicher Logarithmus)
{\displaystyle \log _{10}a=\lg a}   (dekadischer Logarithmus)
{\displaystyle \log _{b}1=0}
{\displaystyle \log _{b}b=1}
Logarithmengesetze
{\displaystyle \log _{b}(a\cdot c)=\log _{b}a+\log _{b}c}
{\displaystyle \log _{b}\left({\frac {a}{c}}\right)=\log _{b}a-\log _{b}c}
{\displaystyle \log _{b}\left(a^{c}\right)=c\cdot \log _{b}a}
{\displaystyle \log _{b}a={\frac {\log _{c}a}{\log _{c}b}}}

## Elementare Funktionen

### Betrag
Definition
{\displaystyle |a|={\begin{cases}\;\;\,a&\mathrm {f{\ddot {u}}r} \quad a>0\\\;\;\,0&\mathrm {f{\ddot {u}}r} \quad a=0\\-a&\mathrm {f{\ddot {u}}r} \quad a<0\\\end{cases}}}
Eigenschaften
{\displaystyle |a|=0\;\Leftrightarrow \;a=0}
{\displaystyle |a\cdot b|=|a|\cdot |b|}
{\displaystyle |a+b|\leq |a|+|b|}   (Dreiecksungleichung)

### Vorzeichen
Definition
{\displaystyle \operatorname {sgn}(a)={\begin{cases}\;\;\,1&\mathrm {f{\ddot {u}}r} \quad a>0\\\;\;\,0&\mathrm {f{\ddot {u}}r} \quad a=0\\-1&\mathrm {f{\ddot {u}}r} \quad a<0\\\end{cases}}}
Eigenschaften
{\displaystyle \operatorname {sgn}(a)={\frac {a}{|a|}}}   für {\displaystyle a\neq 0}
{\displaystyle \operatorname {sgn} |a|=|\operatorname {sgn} a|}
{\displaystyle \operatorname {sgn}(a\cdot b)=\operatorname {sgn}(a)\cdot \operatorname {sgn}(b)}

### Ab- und Aufrundung
Definitionen
{\displaystyle \lfloor a\rfloor =\max\{k\in \mathbb {Z} \mid k\leq a\}}   (Abrundung)
{\displaystyle \lceil a\rceil =\min\{k\in \mathbb {Z} \mid k\geq a\}}   (Aufrundung)
Eigenschaften
{\displaystyle {\bigl \lfloor }\lfloor a\rfloor {\bigr \rfloor }={\bigl \lceil }\lfloor a\rfloor {\bigr \rceil }=\lfloor a\rfloor }
{\displaystyle {\bigl \lceil }\lceil a\rceil {\bigr \rceil }={\bigl \lfloor }\lceil a\rceil {\bigr \rfloor }=\lceil a\rceil }
{\displaystyle \lfloor a\rfloor +\lfloor b\rfloor \leq \lfloor a+b\rfloor \leq \lfloor a\rfloor +\lfloor b\rfloor +1}
{\displaystyle \lceil a\rceil +\lceil b\rceil \geq \lceil a+b\rceil \geq \lceil a\rceil +\lceil b\rceil -1}

## Gleichungen

### Äquivalenzumformungen
Lösen von Gleichungen
{\displaystyle a=b\;\Leftrightarrow \;b=a}
{\displaystyle a=b\;\Leftrightarrow \;a+c=b+c}
{\displaystyle a=b\;\Leftrightarrow \;a-c=b-c}
{\displaystyle a=b\;\Leftrightarrow \;a\cdot c=b\cdot c}   für {\displaystyle c\neq 0}
{\displaystyle a=b\;\Leftrightarrow \;a:c=b:c}   für {\displaystyle c\neq 0}
{\displaystyle a=b\;\Leftrightarrow \;f(a)=f(b)}   für jede bijektive Funktion {\displaystyle f}

### Lineare Gleichungen
Allgemeine Form
{\displaystyle a\cdot x=b}
Lösungen
{\displaystyle x={\frac {b}{a}}}   falls {\displaystyle a\neq 0}
keine Lösung falls {\displaystyle a=0,b\neq 0}
unendlich viele Lösungen falls {\displaystyle a=0,b=0}

### Quadratische Gleichungen
Allgemeine Form
{\displaystyle ax^{2}+bx+c=0}   mit {\displaystyle a\neq 0}
Diskriminante
{\displaystyle D=b^{2}-4ac}
Lösungen
{\displaystyle x_{1,2}={\frac {-b\pm {\sqrt {b^{2}-4ac}}}{2a}}}   falls {\displaystyle D>0}
{\displaystyle x=-{\frac {b}{2a}}}   falls {\displaystyle D=0}
keine reelle Lösung falls {\displaystyle D<0}
Quadratische Ergänzung
{\displaystyle ax^{2}+bx+c=a\left(x+{\frac {b}{2a}}\right)^{2}+\left(c-{\frac {b^{2}}{4a}}\right)}
p-q-Form
{\displaystyle x^{2}+px+q=0}
Diskriminante
{\displaystyle D={\frac {p^{2}}{4}}-q}
Lösungen
{\displaystyle x_{1,2}=-{\frac {p}{2}}\pm {\sqrt {{\frac {p^{2}}{4}}-q}}}   falls {\displaystyle D>0}
{\displaystyle x=-{\frac {p}{2}}}   falls {\displaystyle D=0}
keine reelle Lösung falls {\displaystyle D<0}
Satz von Vieta
{\displaystyle p=-(x_{1}+x_{2})}
{\displaystyle q=x_{1}\cdot x_{2}}

### Algebraische Gleichungen
Allgemeine Form
{\displaystyle a_{n}x^{n}+a_{n-1}x^{n-1}+a_{n-2}x^{n-2}+\dotsb +a_{2}x^{2}+a_{1}x^{1}+a_{0}=0}
Lösungen
{\displaystyle x_{1},\ldots ,x_{n}} als komplexe Lösungen, nicht notwendigerweise verschieden (Fundamentalsatz der Algebra)
Zerlegung in Linearfaktoren
{\displaystyle a_{n}(x-x_{1})(x-x_{2})\dotsm (x-x_{n})=0}
Polynomdivision
{\displaystyle p(x)=s(x)q(x)+r(x)}   wobei {\displaystyle \operatorname {grad} p\geq \operatorname {grad} q}
{\displaystyle {\frac {p(x)}{q(x)}}=s(x)+{\frac {r(x)}{q(x)}}}   wobei {\displaystyle \operatorname {grad} q\geq 0}

## Ungleichungen

### Äquivalenzumformungen
Lösen von Ungleichungen
{\displaystyle a<b\;\Leftrightarrow \;b>a}
{\displaystyle a<b\;\Leftrightarrow \;a+c<b+c}
{\displaystyle a<b\;\Leftrightarrow \;a-c<b-c}
{\displaystyle a<b\;\Leftrightarrow \;{\begin{cases}a\cdot c<b\cdot c&{\text{falls}}~c>0\\a\cdot c>b\cdot c&{\text{falls}}~c<0\end{cases}}}
{\displaystyle a<b\;\Leftrightarrow \;{\begin{cases}a:c<b:c&{\text{falls}}~c>0\\a:c>b:c&{\text{falls}}~c<0\end{cases}}}
{\displaystyle a<b\;\Leftrightarrow \;{\begin{cases}f(a)<f(b)&{\text{falls}}~f~{\text{bijektiv streng monoton steigend ist}}\\f(a)>f(b)&{\text{falls}}~f~{\text{bijektiv streng monoton fallend ist}}\end{cases}}}
Die Umformungsregeln gelten analog auch für {\displaystyle \leq ,\geq }.

### Spezielle Ungleichungen
Dreiecksungleichung
{\displaystyle |a+b|\leq |a|+|b|}   für alle {\displaystyle a,b}
Bernoullische Ungleichung
{\displaystyle (1+a)^{n}\geq 1+a\cdot n}   für {\displaystyle a\geq -1} und {\displaystyle n=0,1,2,\ldots }
Youngsche Ungleichung
{\displaystyle a\cdot b\leq {\frac {a^{p}}{p}}+{\frac {b^{q}}{q}}}   für {\displaystyle a,b\geq 0} und {\displaystyle p,q>1} mit {\displaystyle {\tfrac {1}{p}}+{\tfrac {1}{q}}=1}

### Ungleichungen bei Mittelwerten
Ungleichung vom arithmetischen und geometrischen Mittel
{\displaystyle {\sqrt[{n}]{a_{1}\cdot \ldots \cdot a_{n}}}\leq {\frac {1}{n}}(a_{1}+\ldots +a_{n})}   für {\displaystyle a_{1},\ldots ,a_{n}\geq 0} und {\displaystyle n=2,3,\ldots }
Ungleichung vom harmonischen und geometrischen Mittel
{\displaystyle {\frac {n}{{\frac {1}{a_{1}}}+\ldots +{\frac {1}{a_{n}}}}}\leq {\sqrt[{n}]{a_{1}\cdot \ldots \cdot a_{n}}}}   für {\displaystyle a_{1},\ldots ,a_{n}>0} und {\displaystyle n=2,3,\ldots }

## Komplexe Zahlen

### Algebraische Form
Darstellung
{\displaystyle z=a+b\cdot \mathrm {i} }   mit Realteil {\displaystyle a}, Imaginärteil {\displaystyle b} und der imaginären Einheit {\displaystyle \mathrm {i} }
{\displaystyle {\bar {z}}=a-b\cdot \mathrm {i} }   (Komplexe Konjugation)
Potenzen der imaginären Einheit
{\displaystyle \mathrm {i} ^{0}=1}
{\displaystyle \mathrm {i} ^{1}=\mathrm {i} }
{\displaystyle \mathrm {i} ^{2}=-1}
{\displaystyle \mathrm {i} ^{3}=-\mathrm {i} }
Allgemein für {\displaystyle n\in \mathbb {Z} }:
{\displaystyle \mathrm {i} ^{4n}=1}
{\displaystyle \mathrm {i} ^{4n+1}=\mathrm {i} }
{\displaystyle \mathrm {i} ^{4n+2}=-1}
{\displaystyle \mathrm {i} ^{4n+3}=-\mathrm {i} }
Arithmetische Operationen
{\displaystyle (a+\mathrm {i} b)+(c+\mathrm {i} d)=(a+c)+\mathrm {i} (b+d)}
{\displaystyle (a+\mathrm {i} b)-(c+\mathrm {i} d)=(a-c)+\mathrm {i} (b-d)}
{\displaystyle (a+\mathrm {i} b)\cdot (c+\mathrm {i} d)=ac-bd+\mathrm {i} (ad+bc)}
{\displaystyle (a+\mathrm {i} b):(c+\mathrm {i} d)={\frac {ac+bd}{c^{2}+d^{2}}}+\mathrm {i} \,{\frac {bc-ad}{c^{2}+d^{2}}}}   für {\displaystyle c^{2}+d^{2}\neq 0}

### Polarform
Darstellung
{\displaystyle z=r\cdot (\cos(\varphi )+\mathrm {i} \cdot \sin(\varphi ))}   mit dem Betrag {\displaystyle r} und dem Argument {\displaystyle \varphi }
Betrag
{\displaystyle r=|z|={\sqrt {z\cdot {\bar {z}}}}={\sqrt {a^{2}+b^{2}}}}
Argument
{\displaystyle \varphi ={\begin{cases}\arctan {\frac {b}{a}}&\mathrm {f{\ddot {u}}r} \ a>0\\\arctan {\frac {b}{a}}+\pi &\mathrm {f{\ddot {u}}r} \ a<0,b\geq 0\\\arctan {\frac {b}{a}}-\pi &\mathrm {f{\ddot {u}}r} \ a<0,b<0\\\pi /2&\mathrm {f{\ddot {u}}r} \ a=0,b>0\\-\pi /2&\mathrm {f{\ddot {u}}r} \ a=0,b<0\end{cases}}}
oder
{\displaystyle \varphi ={\begin{cases}\arccos {\frac {a}{r}}&\mathrm {f{\ddot {u}}r} \ b\geq 0\\\arccos \left(-{\frac {a}{r}}\right)-\pi &\mathrm {f{\ddot {u}}r} \ b<0\end{cases}}}

### Exponentialform
Darstellung
{\displaystyle z=r\cdot e^{\mathrm {i} \varphi }}   mit der eulerschen Zahl {\displaystyle e}
{\displaystyle e^{\mathrm {i} \varphi }=\cos \varphi +\mathrm {i} \,\sin \varphi }   (Eulersche Formel)
Umrechnungsformeln
{\displaystyle \sin \varphi ={\frac {e^{\mathrm {i} \varphi }-e^{-\mathrm {i} \varphi }}{2\mathrm {i} }}}
{\displaystyle \cos \varphi ={\frac {e^{\mathrm {i} \varphi }+e^{-\mathrm {i} \varphi }}{2}}}
Arithmetische Operationen
{\displaystyle (r\cdot e^{\mathrm {i} \varphi })\pm (s\cdot e^{\mathrm {i} \psi })={\sqrt {r^{2}+s^{2}\pm 2rs\cos(\varphi -\psi )}}\cdot e^{\mathrm {i} \operatorname {atan2} \left(r\sin \varphi \pm s\sin \psi ,r\cos \varphi \pm s\cos \psi \right)}}
{\displaystyle (r\cdot e^{\mathrm {i} \varphi })\cdot (s\cdot e^{\mathrm {i} \psi })=(r\cdot s)\cdot e^{\mathrm {i} (\varphi +\psi )}}
{\displaystyle (r\cdot e^{\mathrm {i} \varphi }):(s\cdot e^{\mathrm {i} \psi })=(r:s)\cdot e^{\mathrm {i} (\varphi -\psi )}}
Potenzen
{\displaystyle (r\cdot e^{\mathrm {i} \varphi })^{n}=r^{n}\cdot e^{\mathrm {i} n\varphi }}
Wurzeln
{\displaystyle x^{n}=1\,\Leftrightarrow \,x=e^{2\pi \mathrm {i} k/n}}   für {\displaystyle k=0,1,\dots ,n-1}   (Einheitswurzeln)
{\displaystyle x^{n}=z\,\Leftrightarrow \,x={\sqrt[{n}]{|z|}}\cdot e^{(\mathrm {i} \arg(z)+2\pi \mathrm {i} k)/n}}   für {\displaystyle k=0,1,\dots ,n-1}

## Summenformeln

### Rechenregeln
{\displaystyle \sum _{i=1}^{n}c=n\cdot c}
{\displaystyle \sum _{i=m}^{n}c=(n-m+1)\cdot c}
{\displaystyle \sum _{i=m}^{n}c\cdot a_{i}=c\cdot \sum _{i=m}^{n}a_{i}}
{\displaystyle \sum _{i=m}^{n}(a_{i}+b_{i})=\sum _{i=m}^{n}a_{i}+\sum _{i=m}^{n}b_{i}}
{\displaystyle \sum _{i=m}^{n}a_{i}=\sum _{i=m-r}^{n-r}a_{i+r}}
{\displaystyle \sum _{i=1}^{n}(a_{i}-a_{i-1})=a_{n}-a_{0}}   (Teleskopsumme)

### Arithmetische Reihe
{\displaystyle \sum _{i=1}^{n}i={\frac {n(n+1)}{2}}}   (Gaußsche Summenformel)

### Geometrische Reihe
{\displaystyle \sum _{i=0}^{n-1}k^{i}={\frac {1-k^{n}}{1-k}}}
Eine Version, die für alle Halbringe geeignet ist:
{\displaystyle {\begin{pmatrix}1&0\\\sum _{i=0}^{n-1}k^{i}&k^{n}\end{pmatrix}}={\begin{pmatrix}1&0\\1&k\end{pmatrix}}^{n}}

### Potenzsummen
{\displaystyle \sum _{i=1}^{n}i^{2}={\frac {n(n+1)(2n+1)}{6}}}
{\displaystyle \sum _{i=1}^{n}i^{3}={\frac {n^{2}(n+1)^{2}}{4}}}
Für weitere Potenzsummen siehe Faulhabersche Formel.

### Kombinatorische Summen
Binomischer Lehrsatz
{\displaystyle (a+b)^{n}=\sum _{k=0}^{n}{n \choose k}a^{n-k}b^{k}}
Multinomialtheorem
{\displaystyle \left(\sum _{i=1}^{k}a_{i}\right)^{n}=\sum _{n_{1}+\ldots +n_{k}=n}{n \choose n_{1},\ldots ,n_{k}}\,\cdot \,a_{1}^{n_{1}}\cdot a_{2}^{n_{2}}\cdots a_{k}^{n_{k}}}

### Ungleichungen bei Summen
Cauchy-Schwarzsche Ungleichung
{\displaystyle \left(\sum _{i=1}^{n}a_{i}\cdot b_{i}\right)^{2}\leq \left(\sum _{i=1}^{n}a_{i}^{2}\right)\cdot \left(\sum _{i=1}^{n}b_{i}^{2}\right)}   für alle {\displaystyle a_{1},\ldots ,a_{n}} und {\displaystyle b_{1},\ldots ,b_{n}}
Tschebyscheff-Ungleichungen
{\displaystyle n\cdot \left(\sum _{i=1}^{n}a_{i}\cdot b_{i}\right)\geq \left(\sum _{i=1}^{n}a_{i}\right)\cdot \left(\sum _{i=1}^{n}b_{i}\right)}   für alle {\displaystyle a_{1}\geq \ldots \geq a_{n}} und {\displaystyle b_{1}\geq \ldots \geq b_{n}}
{\displaystyle n\cdot \left(\sum _{i=1}^{n}a_{i}\cdot b_{i}\right)\leq \left(\sum _{i=1}^{n}a_{i}\right)\cdot \left(\sum _{i=1}^{n}b_{i}\right)}   für alle {\displaystyle a_{1}\geq \ldots \geq a_{n}} und {\displaystyle b_{1}\leq \ldots \leq b_{n}}
Minkowski-Ungleichung
{\displaystyle \left(\sum _{i=1}^{n}|a_{i}+b_{i}|^{p}\right)^{1/p}\leq \left(\sum _{i=1}^{n}|a_{i}|^{p}\right)^{1/p}+\left(\sum _{i=1}^{n}|b_{i}|^{p}\right)^{1/p}}   für alle {\displaystyle a_{1},\ldots ,a_{n}} und {\displaystyle b_{1},\ldots ,b_{n}} sowie {\displaystyle p\geq 1}
Hölder-Ungleichung
{\displaystyle \sum _{i=1}^{n}|a_{i}\cdot b_{i}|\leq \left(\sum _{i=1}^{n}|a_{i}|^{p}\right)^{1/p}\cdot \left(\sum _{i=1}^{n}|b_{i}|^{q}\right)^{1/q}}   für alle {\displaystyle a_{1},\ldots ,a_{n}} und {\displaystyle b_{1},\ldots ,b_{n}} sowie {\displaystyle p,q\geq 1} mit {\displaystyle {\tfrac {1}{p}}+{\tfrac {1}{q}}=1}
Jensensche Ungleichung
{\displaystyle f\left(\sum _{i=1}^{n}a_{i}\cdot b_{i}\right)\leq \sum _{i=1}^{n}a_{i}\cdot f(b_{i})}   für jede konvexe Funktion {\displaystyle f}, {\displaystyle a_{1},\ldots ,a_{n}\geq 0} mit {\displaystyle a_{1}+\ldots +a_{n}=1} und alle {\displaystyle b_{1},\ldots ,b_{n}}